# Galactica 1980
Galactica 1980 este un serial de televiziune american science fiction, fiind un produs secundar al seriei originalale Battlestar Galactica din 1978. A fost transmis în premieră pe rețeaua ABC în Statele Unite în perioada 27 ianuarie - 4 mai 1980. Serialul a fost anulat după 10 episoade.

## Prezentare
Având acțiunea în cursul anului 1980 și la o generație după seria originală, Galactica și flota sa de 220 de nave civile au descoperit în cele din urmă Pământul, doar pentru a afla că oamenii de pe această planetă nu sunt la fel de avansați științific și că planeta nu-i poate apăra împotriva Cylonilor și nici nu poate ajuta nava Galactica așa cum își făcuseră inițial speranțe. Din această cauză, echipe de luptători coloniale sunt trimise pe ascuns pe planetă pentru a lucra incognito cu diferiți membri ai comunității științifice, în speranța de a contribui la o avansare tehnologică mai rapidă a Pământului.

## Personaje principale
- Lorne Greene este Commander Adama
- Herb Jefferson, Jr. este Colonel Boomer
- Kent McCord este Captain Troy
- Barry Van Dyke este Lieutenant Dillon
- Robyn Douglass este Jamie Hamilton
- Richard Lynch este Commander Xavier
- Allan Miller este Colonel Sydell
- Robbie Rist și James Patrick Stuart ca Doctor Zee